# B. Kothakota
B. Kothakota là một thị trấn và mandal thuộc huyện Chittoor, bang Andhra Pradesh.